# Geraberg
Geraberg település Németországban, azon belül Türingiában. Lakosainak száma 2312 fő (2017. december 31.). Geraberg Gehlberg községgel határos.

## Népesség
A település népességének változása:

| 2017 | 2 312 |